# ألفوس بيكر
ألفوس بيكر (بالإنجليزية: Alpheus Baker)‏ هو محامي أمريكي، ولد في 28 مايو 1828 في مقاطعة أبفيل في الولايات المتحدة، وتوفي في 21 أكتوبر 1891 في لويفيل في الولايات المتحدة.